# George Davis Snell
George Davis Snell (19.12.1903 – 6.6.1996) là nhà di truyền học, nhà miễn dịch học người Mỹ đã đoạt Giải Nobel Sinh lý và Y khoa năm 1980.

## Cuộc đời
George Snell sinh tại Bradford, Massachusetts, là con út trong số 3 người con. Cha ông (sinh tại Minnesota), làm thư ký cho tổ chức YMCA địa phương, đã sáng chế ra các cuộn cảm ứng cho các động cơ của thuyền máy. Snell học các trường ở Brookline, Massachusetts rồi trường Đại học Dartmouth ở Hanover, New Hampshire. Ông say mê toán học cùng khoa học và tập chú vào di truyền học. Ông đậu bằng cử nhân năm 1926.
Do sự giới thiệu của John Gerould – giáo sư di truyền học ở Dartmouth College - Snell vào học tiếp ở Đại học Harvard với William E. Castle – nhà sinh học người Mỹ đầu tiên tìm kiếm di truyền Mendel trong loài động vật có vú. Snell đậu bằng tiến sĩ ở Đại học Harvard năm 1930, với bản luận án về nối kết di truyền ở loài chuột.

## Sự nghiệp
Snell làm nghiên cứu sinh hậu tiến sĩ 2 năm ở Đại học Texas với H.J. Muller, người tiên phong trong việc bức xạ di truyền (và cũng đoạt giải Nobel). Snell nghiên cứu hiệu quả di truyền cảa các tia X trên chuột cùng với Muller.
Việc thí nghiệm này "đã làm cho tôi tin rằng việc nghiên cứu là tình yêu thực sự của tôi", Snell đã viết trong tự truyện như vậy." Nếu là nghiên cứu thì di truyền học của chuột là sự chọn lựa rõ ràng, và phòng thí nghiệm Jackson, do Dr. Clarence Cook Little lập năm 1929 - một trong các sinh viên đầu tiên của Castle - hầu như là nơi được chọn lựa để làm việc." Phòng thí nghiệm Jackson là (và vẫn là) nơi hấp dẫn nhất thế giới để nghiên cứu sinh học chuột.
Năm 1935 Snell gia nhập đội ngũ nghiên cứu làm việc trong phòng thí nghiệm Jackson ở Bar Harbor, Maine trên đảo Mount Desert đẹp ngoài bờ biển Maine và tiếp tục làm việc lâu dài ở đây.
George Snell đã đoạt giải Nobel Sinh lý và Y khoa năm 1980 chung với Baruj Benacerraf và Jean Dausset cho công trình phát hiện của họ liên quan tới "việc xác định cấu trúc di truyền ở bề mặt tế bào để điều chỉnh các phản ứng miễn dịch". Snell đặc biệt đã phát hiện ra "các yếu tố di truyền quyết định các khả năng có thể cấy ghép mô từ cá thể này sang cá thể khác". Chính Snell là người đưa ra ý niệm các kháng nguyên H." Việc nghiên cứu của Snell trên các con chuột đã dẫn tới việc khám phá ra HLA (kháng nguyên bạch cầu của người), "phức hệ lớn của sự tương hợp mô" (major histocompatibility complex), nơi người và mọi động vật có xương sống, tương tự như phức hợp H-2 trong chuột. Việc nhìn nhận các gien then chốt này là đòi hỏi trước hết cho việc cấy ghép mô và các cơ quan.
Snell từ trần tại Bar Harbor, Maine ngày 6.6.1996.

## Giải thưởng
- 1978: giải William B. Coley của Viện nghiên cứu Ung thư cho công trình nghiên cứu xuất sắc về miễn dịch học.
- 1978: Giải Wolf về Y học
- 1980: Giải Nobel Sinh lý và Y khoa

## Gia đình
Ở Bar Harbor, ông đã gặp và kết hôn với Rhoda Carson. Họ có ba con trai: Thomas, Roy, và Peter. Khi rảnh rỗi, Snell thích trượt tuyết - một niềm đam mê của ông từ khi còn ở Dartmouth – và chơi quần vợt.
Năm 1988, ông viết một quyển sách quan trọng Search for a Rational Ethic nói về bản chất của đạo đức và các quy tắc mà chúng ta tuân thủ. Quyển này cũng gồm một đạo đức dựa trên sự tiến hóa được xây dựng trên các thực tại sinh học mà ông tin là có thể áp dụng cho mọi người.